# Ospa krasowa

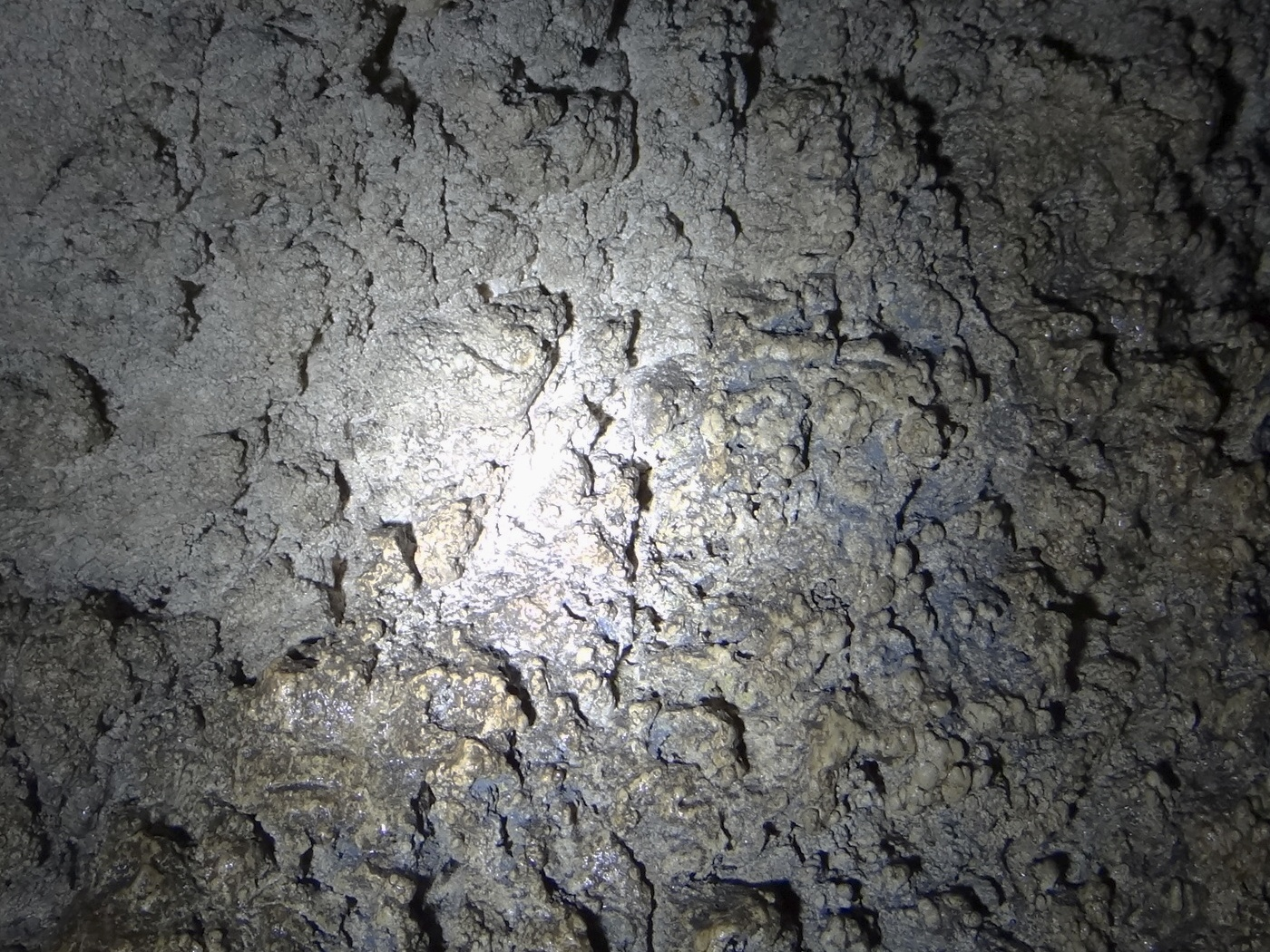

Ospa krasowa – forma krasu powierzchniowego, powstała w wyniku działania wody na płaski teren skalny, tworząca liczne drobne zagłębienia poprzedzielane ostrymi grzbiecikami. Forma ta jest podobna do żłobków i żeber naciekowych, a jedyna różnica polega na rozmiarze wklęśnięć i wypukleń.